# Basileuterus trifasciatus
Basileuterus trifasciatus là một loài chim trong họ Parulidae.